# Glenea celia
Glenea celia é uma espécie de escaravelho da família Cerambycidae. Foi descrita por Francis Polkinghorne Pascoe em 1888. É conhecida a sua existência em Sumatra, Java, Bornéu e Malásia. Contém as variedades Glenea celia var. bipuncticollis.